# Kanton Is-sur-Tille
Kanton Is-sur-Tille (francouzsky Canton d'Is-sur-Tille) je francouzský kanton v departementu Côte-d'Or v regionu Burgundsko. Tvoří ho 24 obcí.

## Obce kantonu
- Avelanges
- Chaignay
- Courtivron
- Crécey-sur-Tille
- Diénay
- Échevannes
- Épagny
- Flacey
- Gemeaux
- Is-sur-Tille
- Lux
- Marcilly-sur-Tille
- Marey-sur-Tille
- Marsannay-le-Bois
- Moloy
- Pichanges
- Poiseul-lès-Saulx
- Saulx-le-Duc
- Spoy
- Tarsul
- Til-Châtel
- Vernot
- Villecomte
- Villey-sur-Tille